# Biserica de lemn din Miculești, Gorj

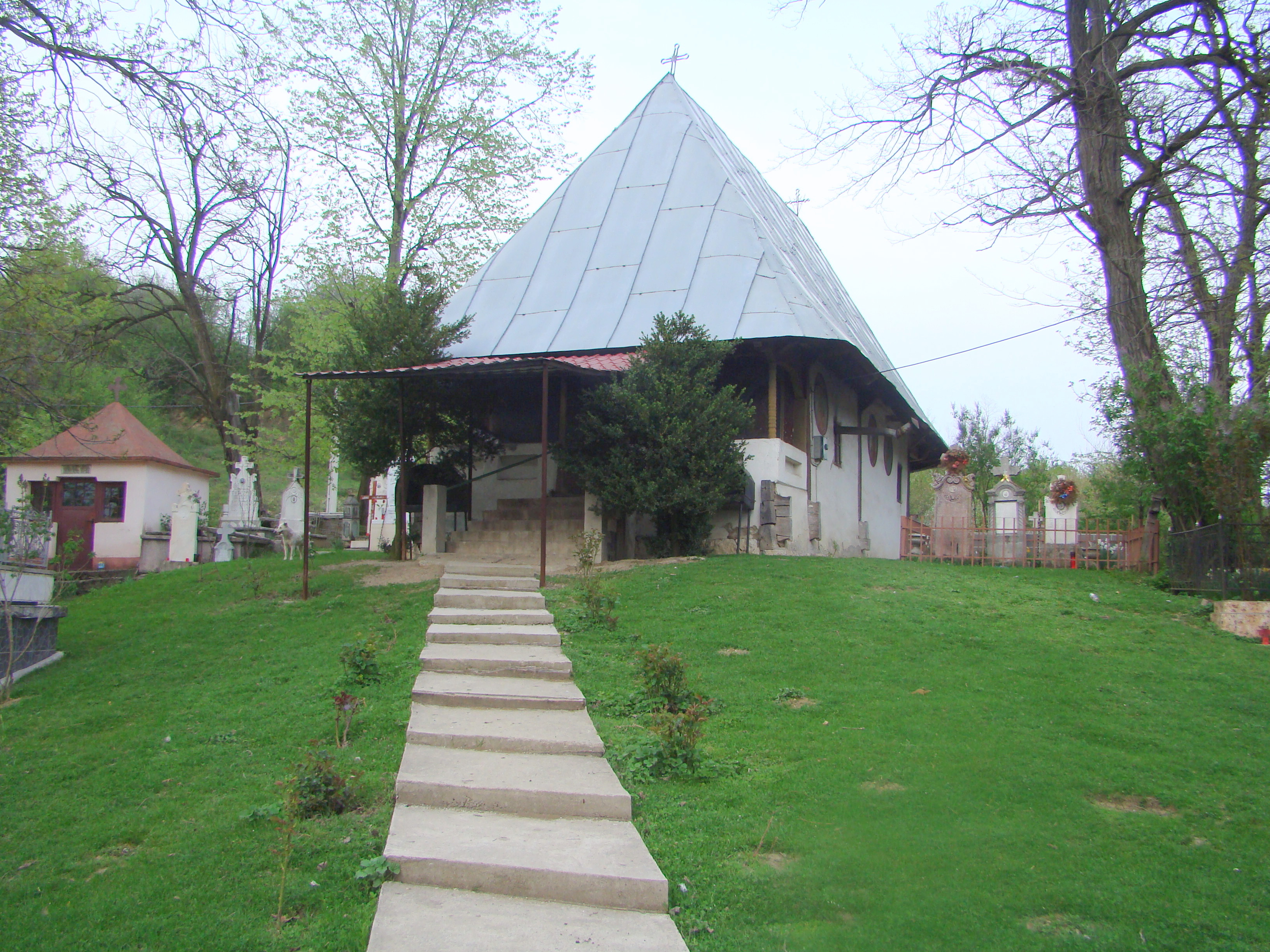
Biserica de lemn „Sfântul Nicolae” din Miculești, comuna Slivilești, județul Gorj, foto: aprilie 2018.

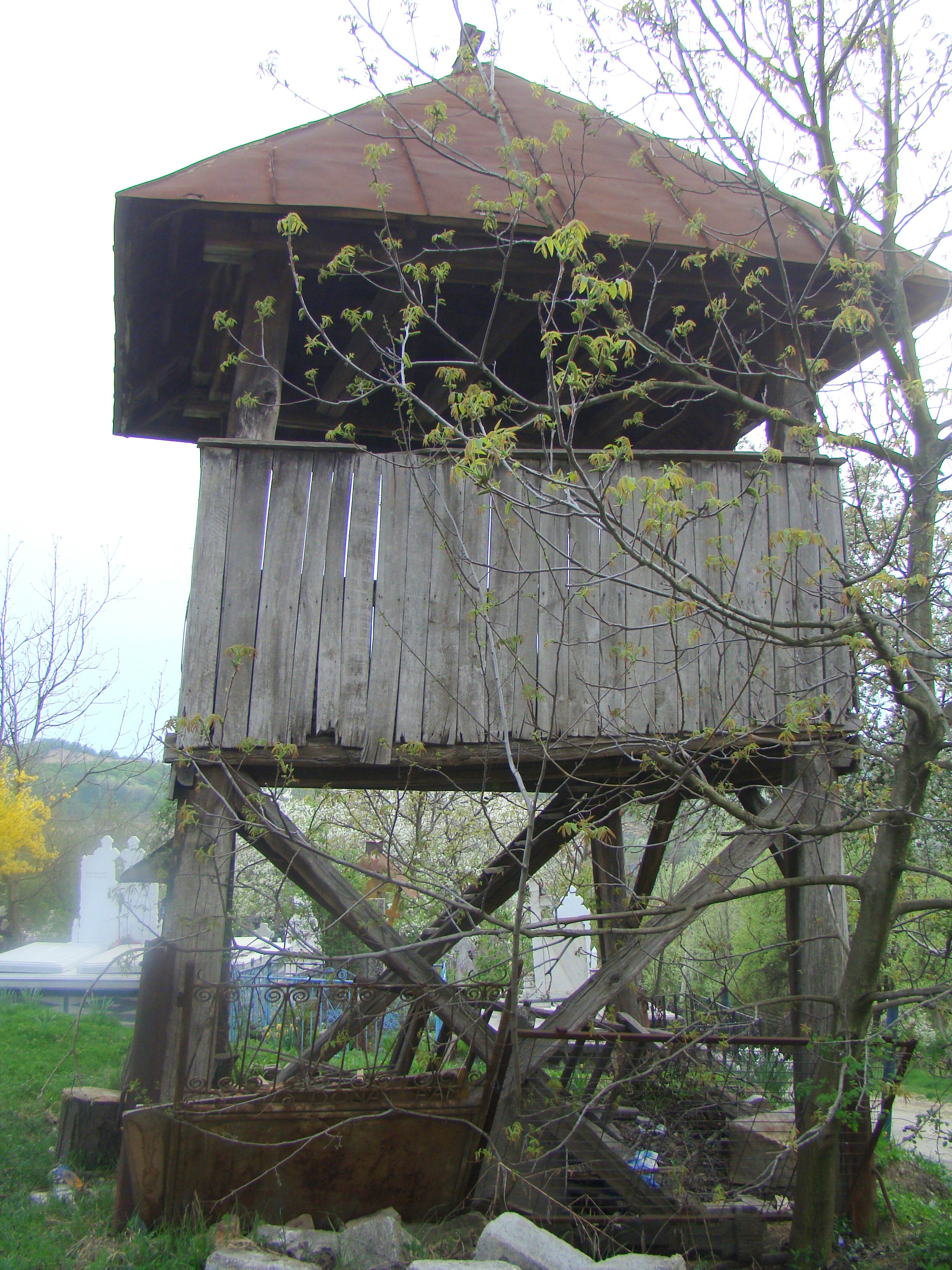
Clopotnița

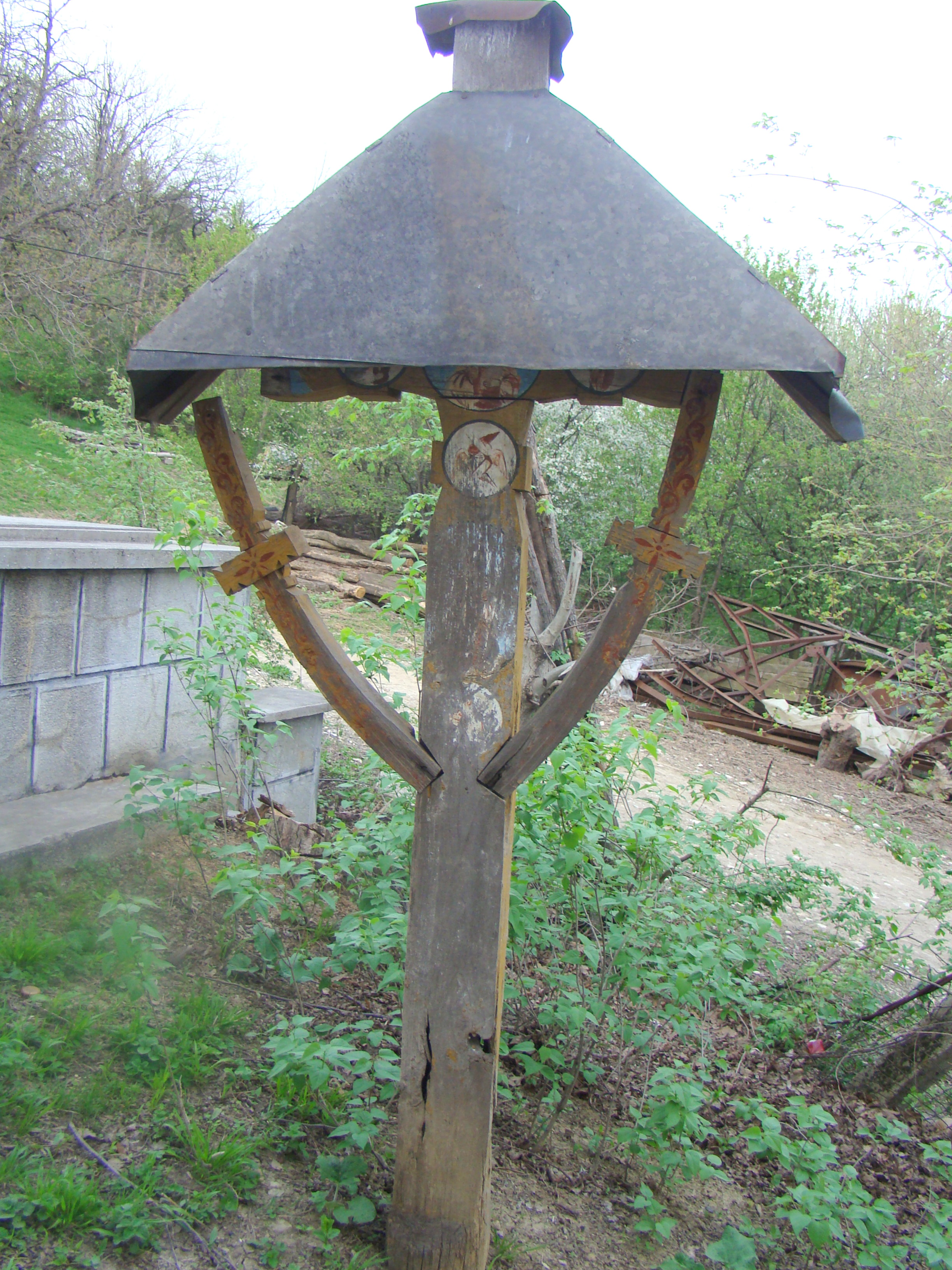
Troița

Biserica de lemn din Miculești, comuna Slivilești, județul Gorj, a fost construită în anul 1872. Are hramul „Sfântul Nicolae”. Biserica se află pe lista monumentelor istorice sub codul LMI:  GJ-II-m-B-09329.

## Istoric și trăsături
Anul 1872, menționat în Lista Monumentelor Istorice ca an al edificării acesteia, este de fapt anul în care, la data de 21 mai, biserica a fost strămutată pe actualul amplasament din altă parte a satului. Ample lucrări de renovare au avut loc în timpul celui de Al Doilea Război Mondial, biserica fiind apoi pictată în ulei de Benon Băleanu și dotată cu mobilier și odoare bisericești. A fost sfințită la data de 12 noiembrie 1944, cu binecuvântarea I.P.S. Nifon, Mitropolitul Olteniei, de preoții: iconom stavrofor Constantin Brânzei (consilier cultural patriarhal) și iconom stavrofor Aristide Dobrescu (protoereu). Alte lucrări de renovare au avut loc în anul 1981, fiind recondiționată pictura de preotul pictor Nică Ilioniu; biserica a fost resfințită în ziua de 21 mai 1981 de I.P.S. Nestor, Mitropolitul Olteniei. 

## Galerie de imagini

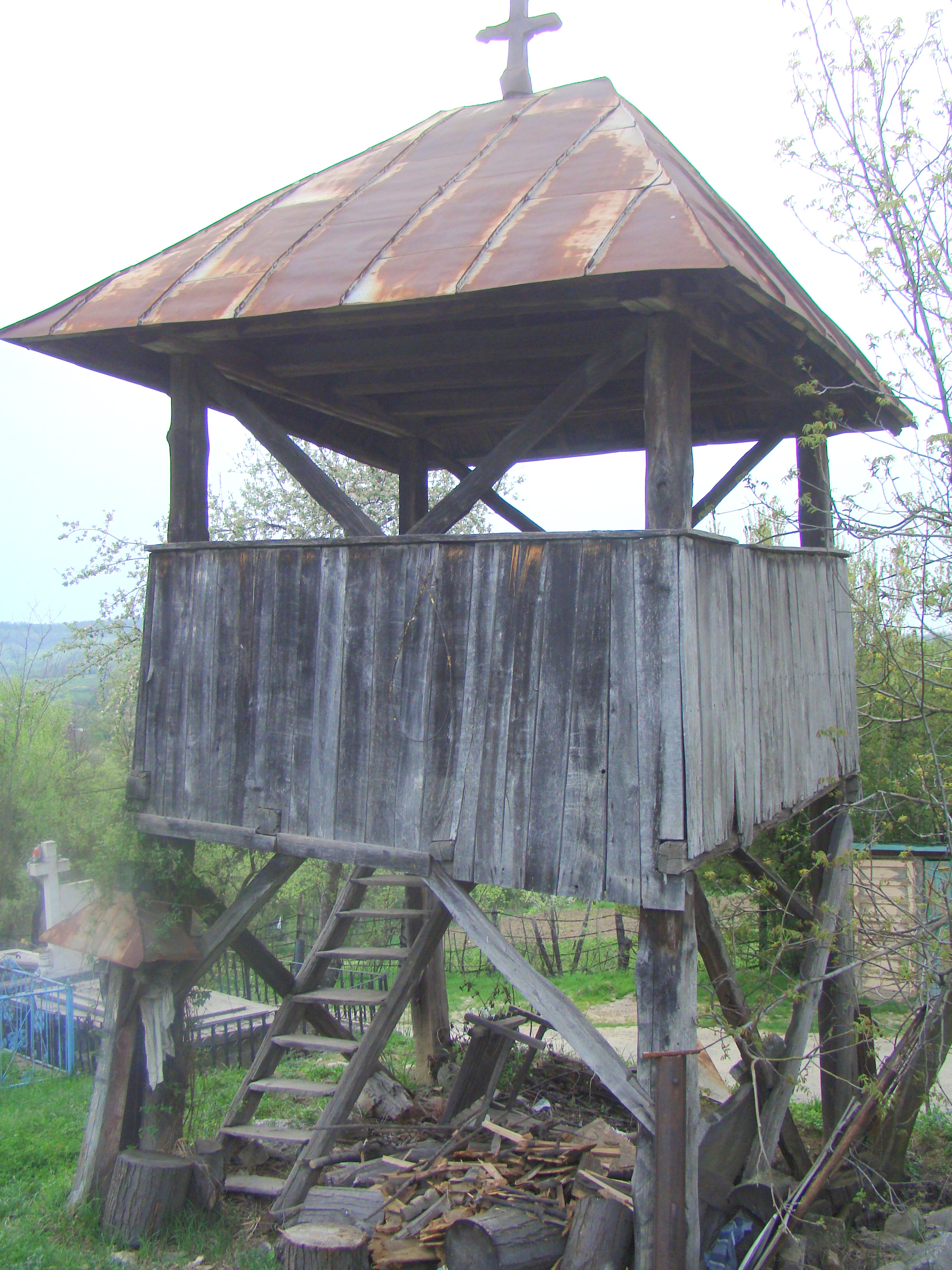
Clopotnița
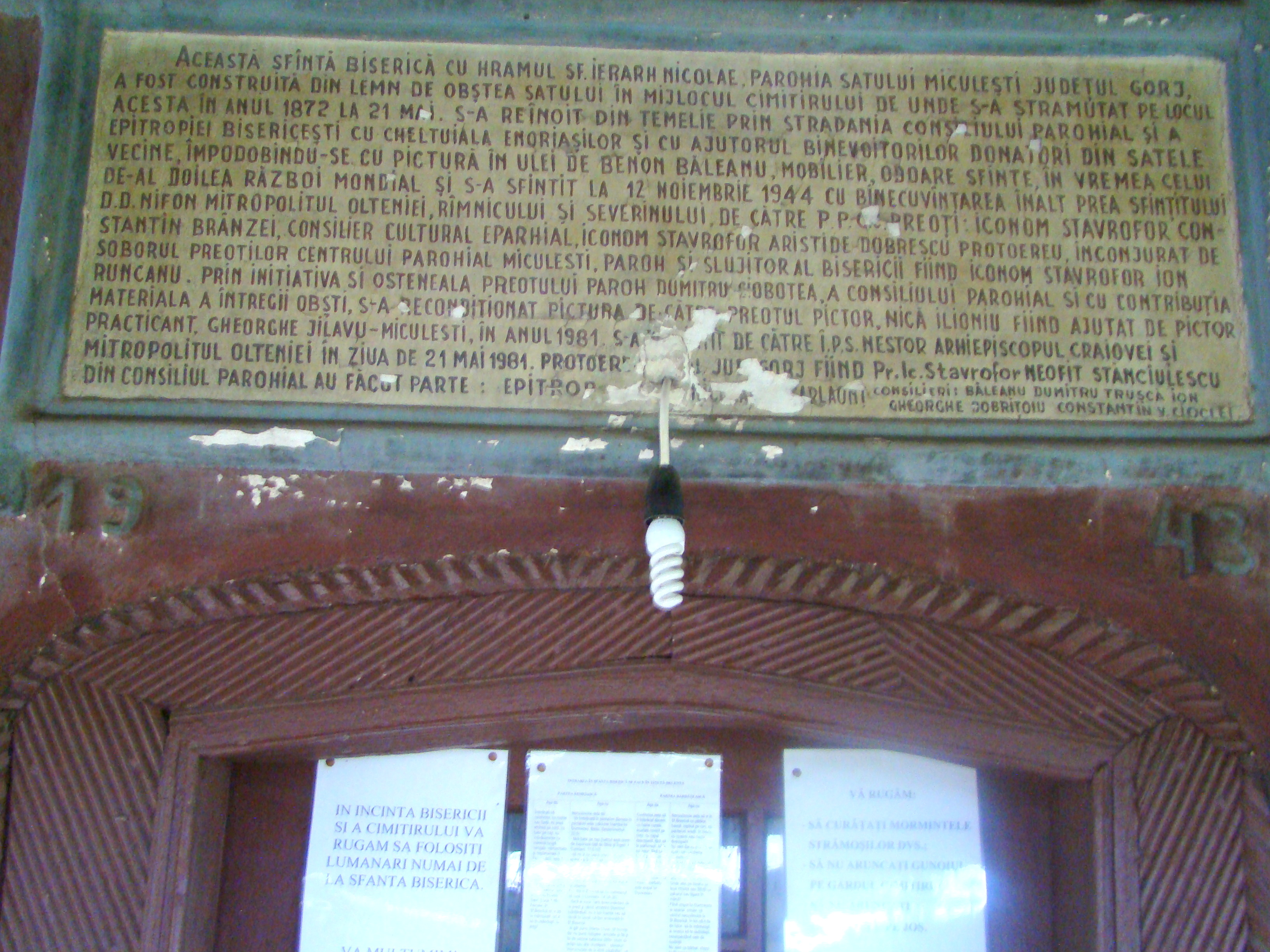
Pisania
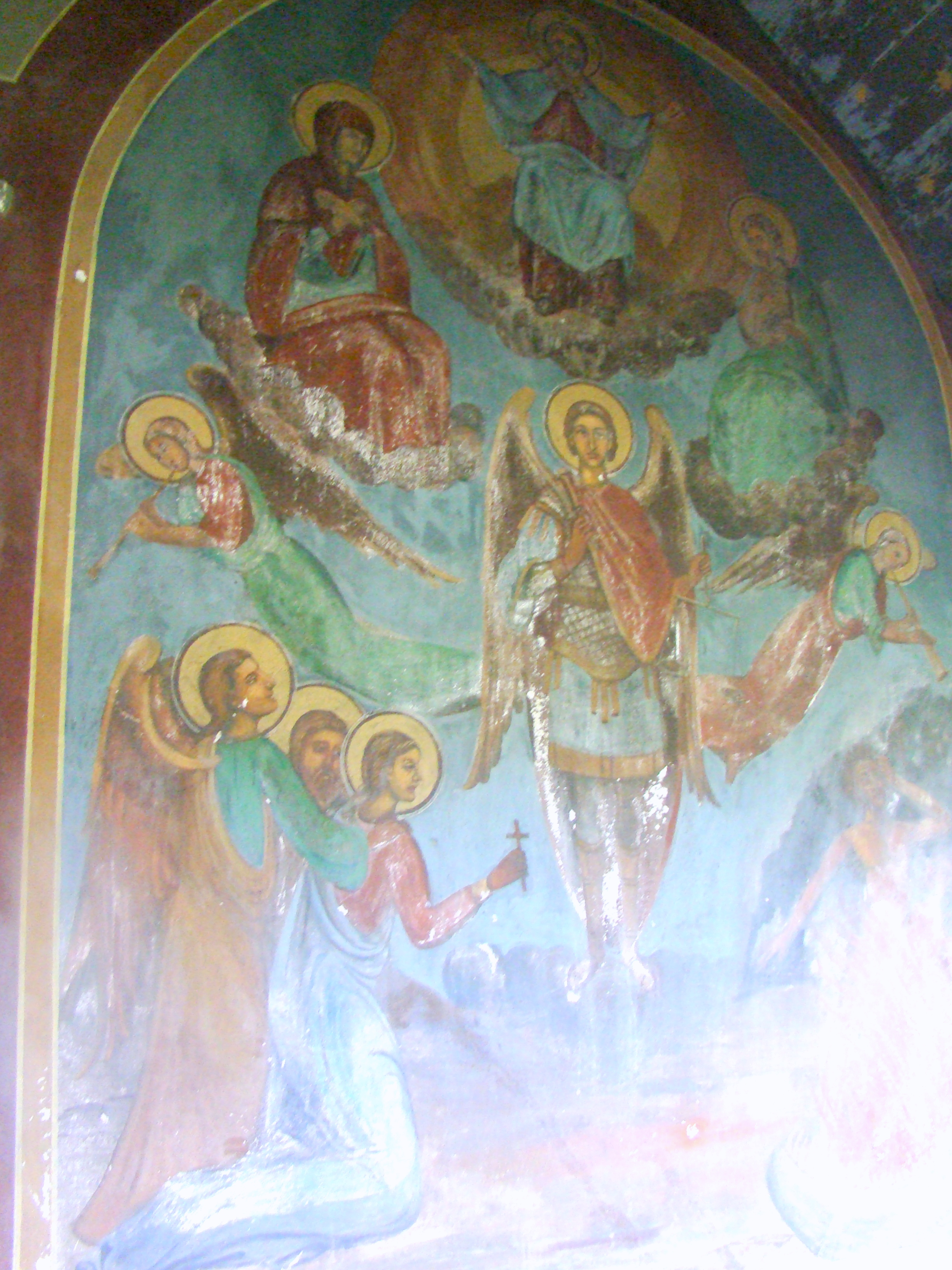
Pictura exterioară
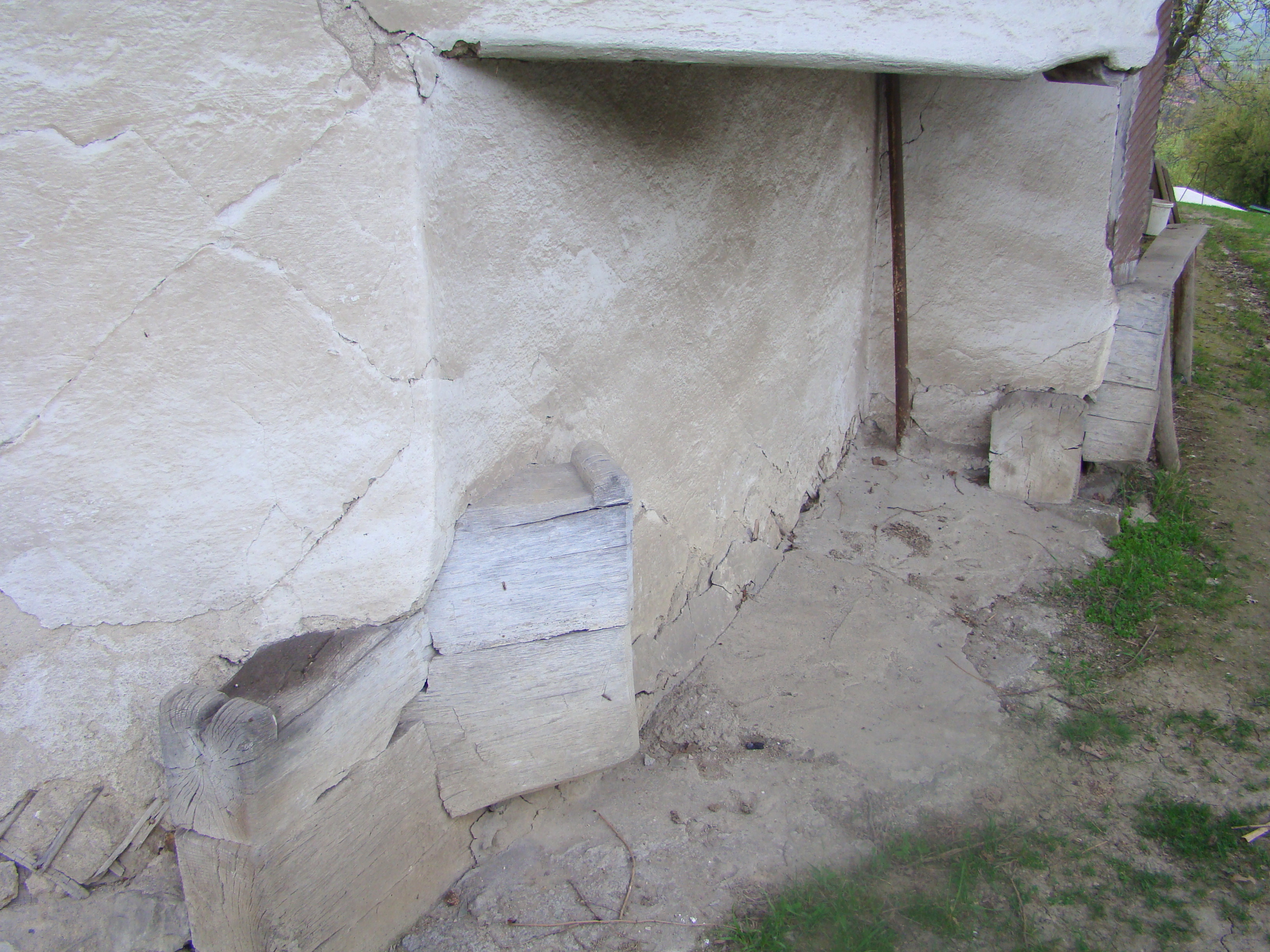
Nişă la altar
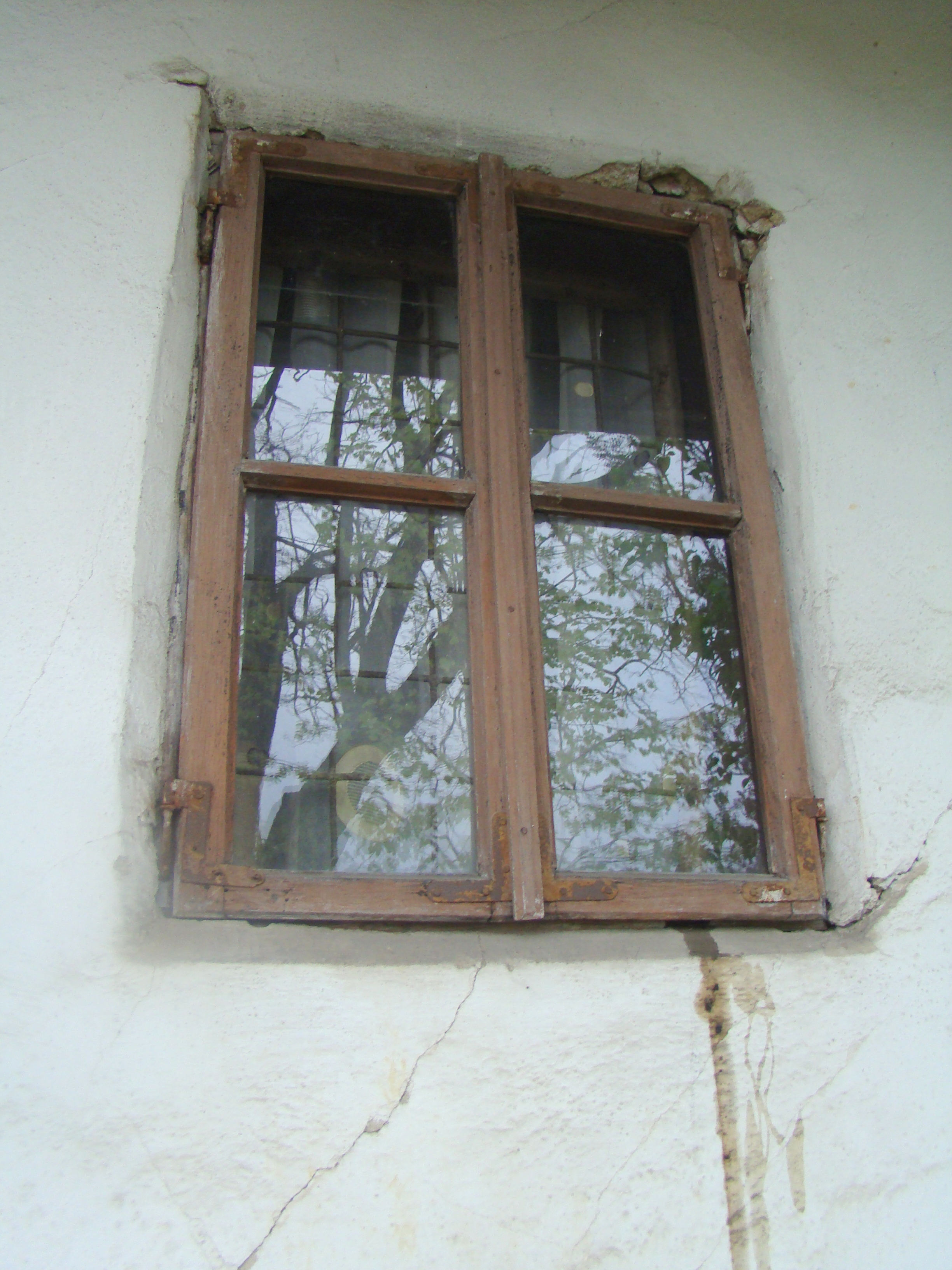
Fereastră
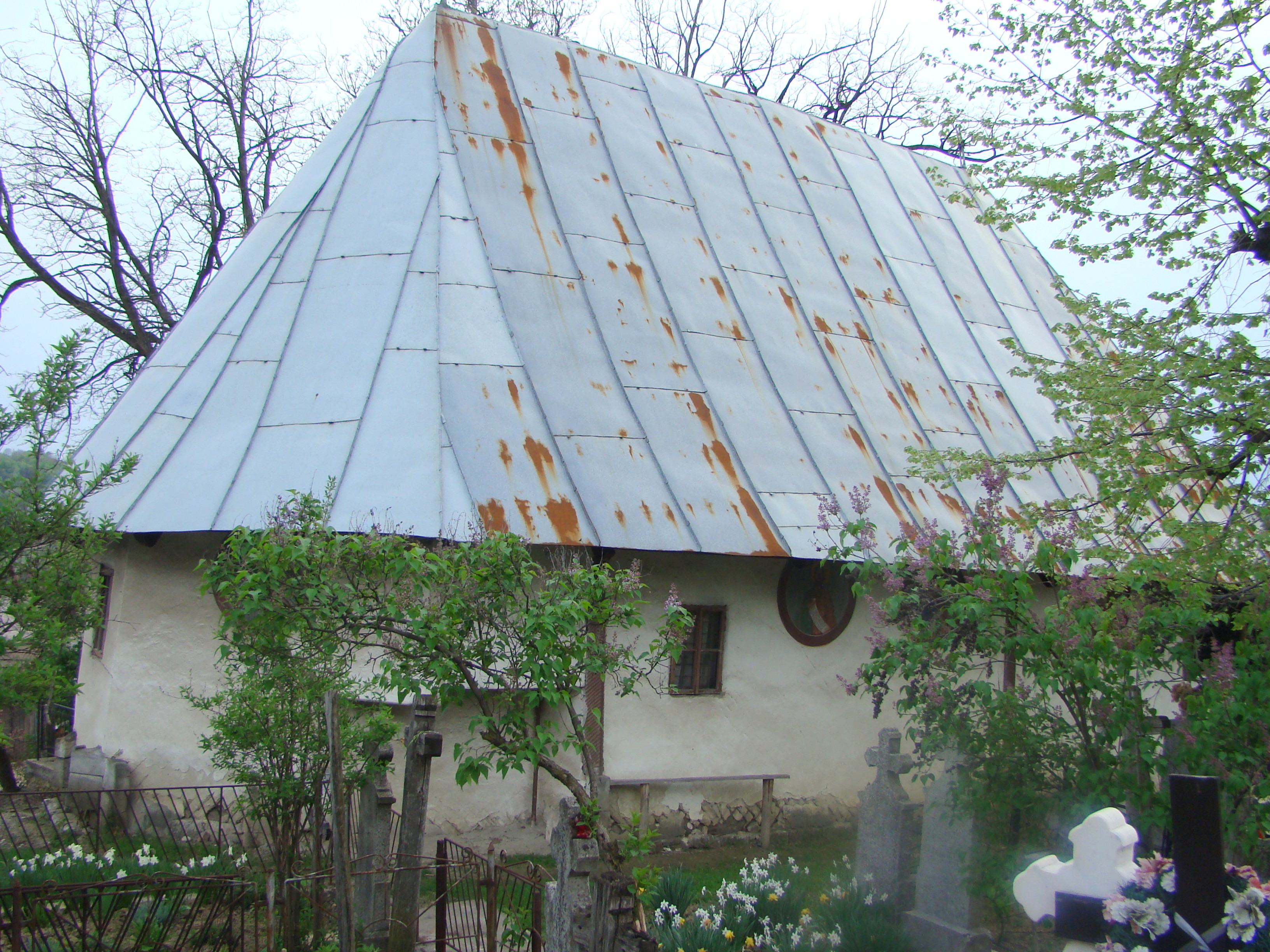
Biserica (nord)
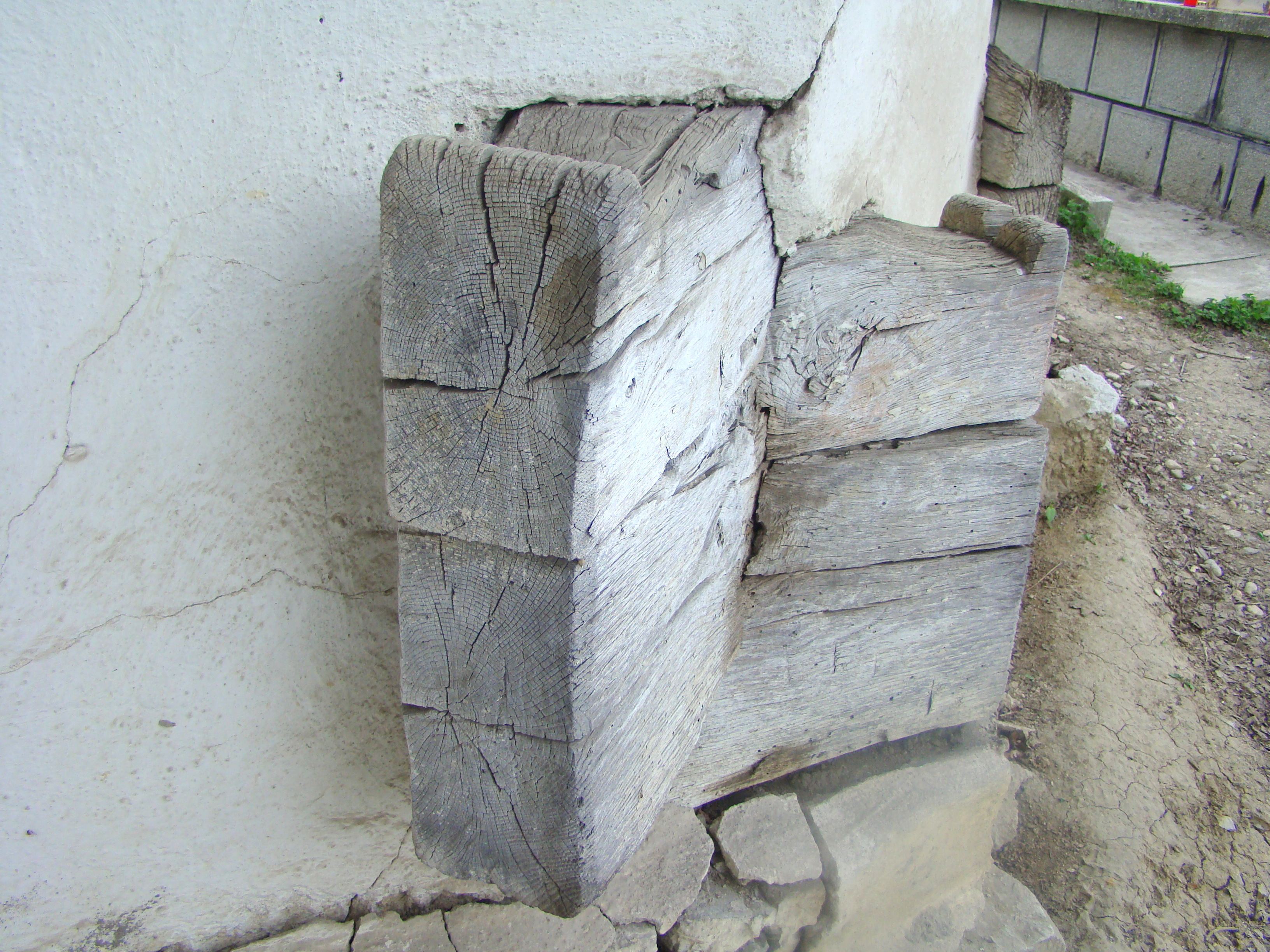
Tălpoaiele de lemn
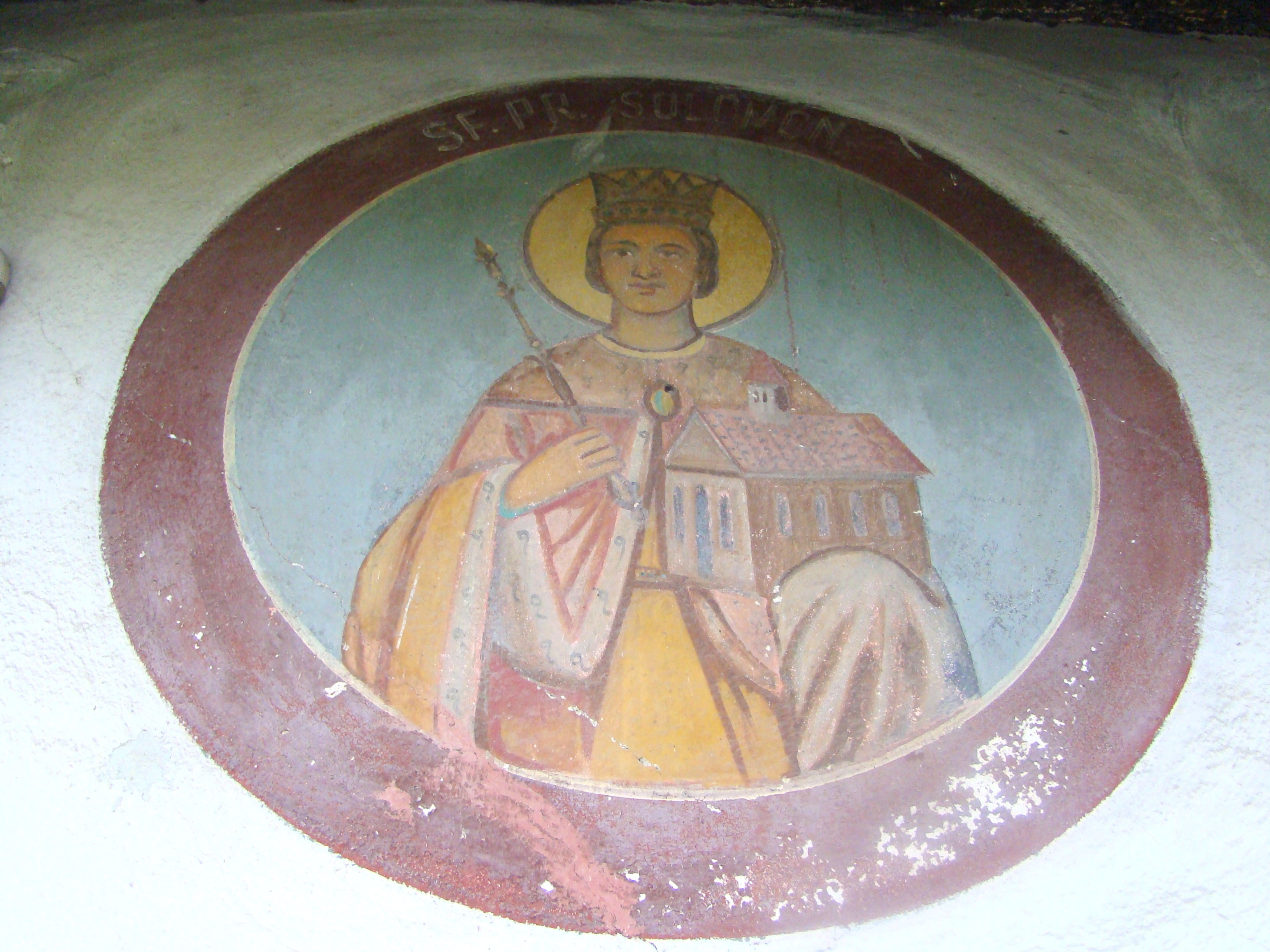
Pictura exterioară
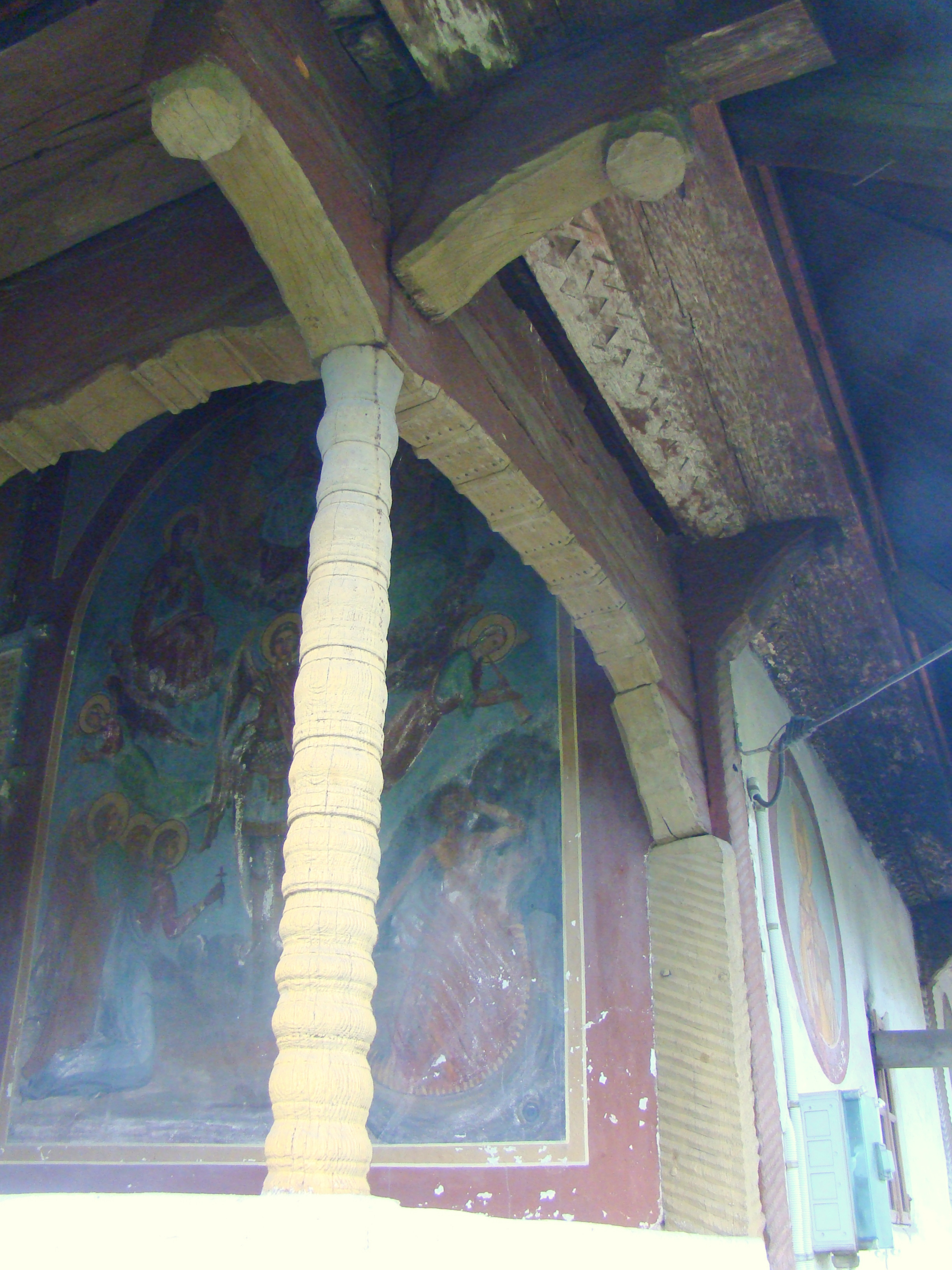
Console şi stâlp la pridvor